# Saint Sébastien soigné par Irène (La Tour)
Saint Sébastien soigné par Irène est un tableau peint par Georges de La Tour vers 1649 représentant le sujet d'art chrétien de Saint Sébastien soigné par sainte Irène. Découvert en 1945 dans l'église de Bois-Anzeray, il est acquis par le Louvre en 1979 par l'initiative de la société des amis du Louvre (inventaire R.F. 1979-53). De par sa taille, c'est le plus grand tableau connu de Georges de La Tour, et sa plus ambitieuse composition. Une seconde version, conservée à la Gemäldegalerie de Berlin, a longtemps été considérée comme l'œuvre originale, jusqu'à sa confrontation en 1972 avec celle du Louvre, lors de l'exposition Georges La Tour  à l'Orangerie des Tuileries. Depuis, la version de Berlin est considérée comme une copie d'atelier, que l'historien d'art Jacques Thuillier attribue au fils du peintre Étienne de La Tour, avec des retouches de la main du père.
La Tour reçut le titre de peintre du roi (Louis XIII) et un logement au Louvre. Son Saint Sébastien pleuré par Irène, composé pour lui en une nuit, l'émut tant qu'il fit décrocher de sa chambre tous les autres tableaux.